# Hana
Hana (англ. High-Performance Analytic Appliance) — резидентная реляционная СУБД компании SAP, обеспечивающая работу как в OLTP- так и в OLAP-сценариях. Поставляется только для работы на ограниченном наборе оборудования: производитель производит сертификацию определённых моделей серверных узлов с конкретной конфигурацией. В состав системы входит также веб-сервер и репозиторий управления версиями, необходимые для разработки приложений. Приложения для Hana могут создаваться с использованием кода JavaScript на стороне сервера и HTML-кода.

## История
В основе системы — резидентная столбцовая поисковая машина TREX, транзакционная резидентная СУБД P*TIME (приобретённая SAP в 2005 году) и СУБД MaxDB со встроенным процессором liveCache. Архитектура новой системы представлена 2008 году группой специалистов из SAP, Института Хассо Платтнера и Стэнфордского университета.
Первый выпуск продукта состоялся в конце ноября 2010 года. Несмотря на то, что к середине 2011 года решение привлекло к себе внимание рынка, консервативно настроенные бизнес-заказчики продолжали считать, что технология ещё «не созрела».
В октябре 2012 года SAP объявила о выпуске варианта системы Hana One, в которой использовалась память небольшого объёма, размещенная в Amazon Web Services на условиях почасовой оплаты.
В январе 2013 года объявлено о поддержке SAP Hana как СУБД для основного продукта корпорации — SAP ERP, в мае того же года начались поставки. В мае 2013 года запущено публичное облако Hana Enterprise Cloud
Вместо выпуска очередных версий используется практика пакетов обновлений, например, в августе 2015 года вышел пакет обновлений SPS10.

## Архитектура
Система поддерживает как строчное, так и столбцовое хранение данных: первое используется для транзакционных нагрузок, второе — для аналитических. Индексный сервер обеспечивает управление сеансами, авторизацию, управление транзакциями и обработку команд. Диспетчер авторизации обеспечивает работу служб аутентификации и авторизации, а также обеспечивает защиту с использованием протоколов аутентификации SAML, OAuth или Kerberos.
Подсистема расширенных сервисов (Extended Services, XS) — веб-сервер с привилегированным доступом к базе данных. Для развертывания приложений в XS могут использоваться Java-сервлеты или серверные JavaScript-приложения. Такими приложениями могут быть веб-приложения или конечные точки веб-служб, доступных через API в стиле REST. В состав JavaScript-сервера входят расширения на основе jQuery для доступа к базе данных и к сообщениям HTTP. Движок JavaScript реализован на основе проекта Mozilla SpiderMonkey. Клиентские приложения получают доступ к базе данных непосредственно с использованием JDBC, либо через подсистему XS с использованием HTTP. Приложения могут действовать в обход процессора SQL, получая непосредственный доступ к подсистеме вычислений с помощью запросов на основе XML. Существует три типа не-SQL-объектов: Attribute Views, Calculation Views и Analytic Views. Во многих случаях использование этих объектов вместо запросов SQL позволяет улучшить характеристики производительности приложений.
Для обеспечения отказоустойчивости система ведёт журналы упреждающей записи.

## Разработка приложений
Для разработки приложений используется подключаемый программный модуль Hana Studio для среды разработки Eclipse. 
В состав сервера Hana входит система управления версиями. Развёртывание приложений, разработанных в Hana Studio, производится с использованием репозитария, обеспечивающего поддержку истории версий для каждого искусственного объекта развертывания (таблицы, представления, процедуры, файла JavaScript и других). Перемещение приложений с одного сервера на другой осуществляется посредством создания так называемых модулей распространения (Distribution Unit, DU).
Несмотря на поддержку JDBC, SAP пропагандирует перенос логики из приложений клиент-серверной или многозвенной архитектуры на сервер Hana в качестве XS-приложений в целях уменьшения объёма данных, передаваемых от сервера баз данных на сервер приложений.